# 스와힐리 문화

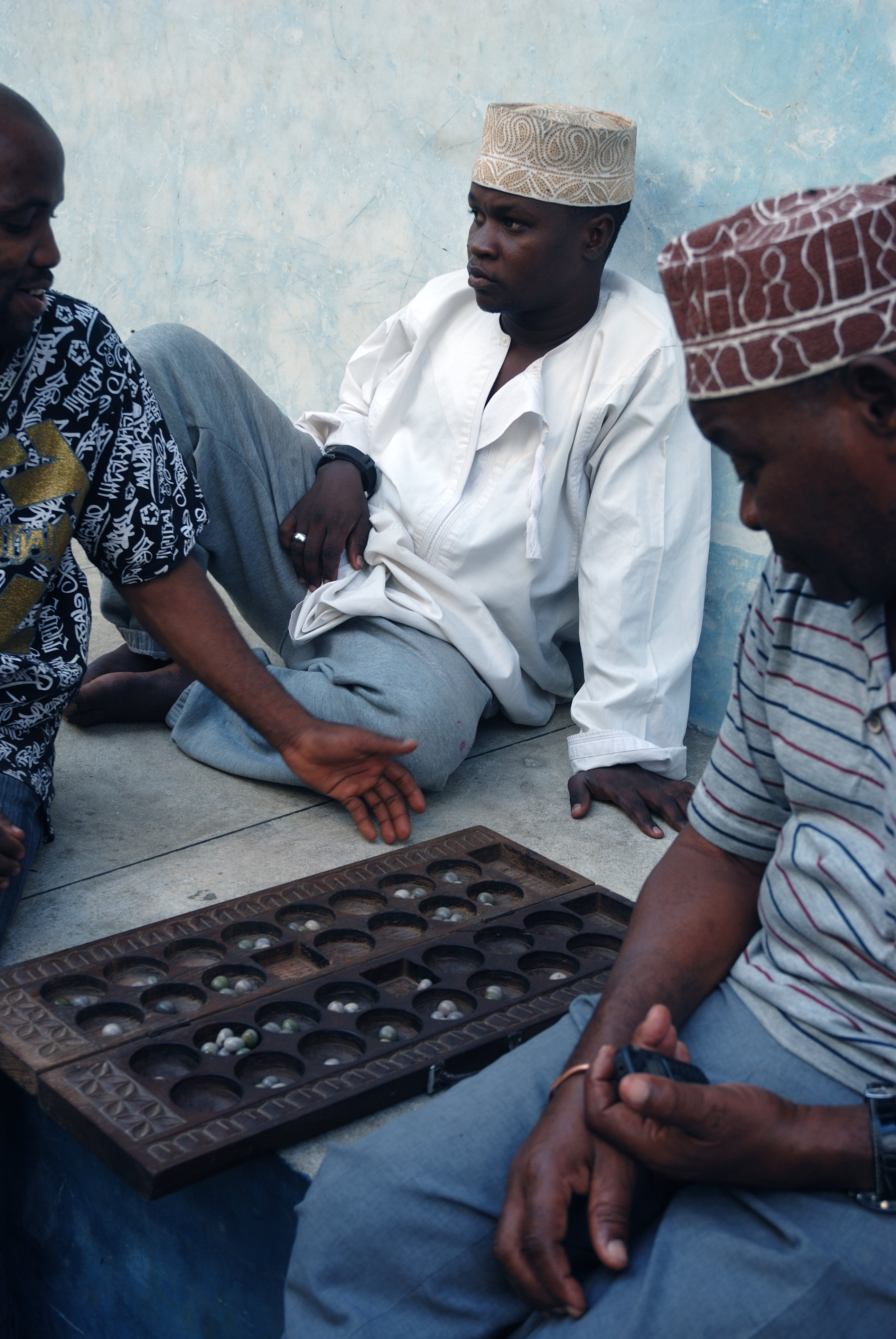
바오를 하는 잔지바르의 스톤 타운의 사람들

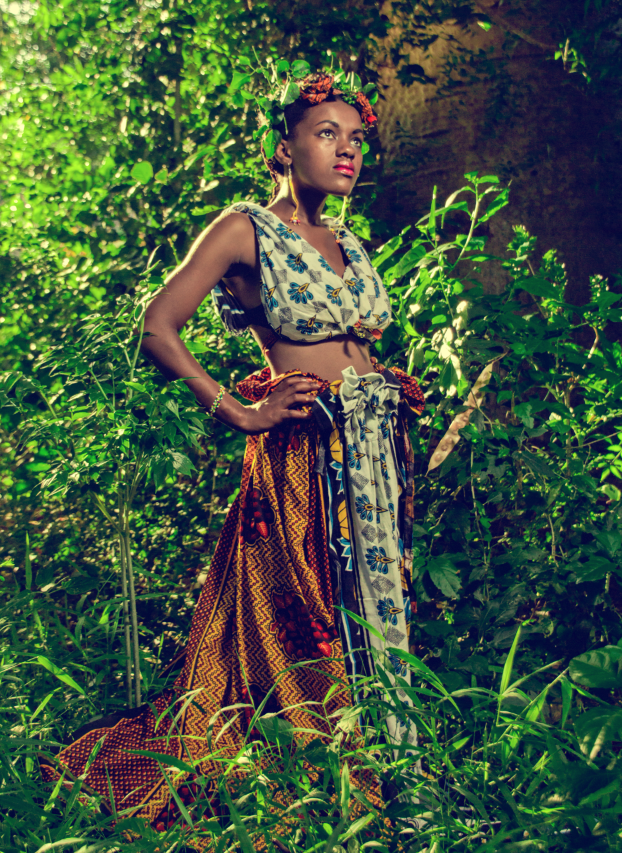
탄자니아, 바가모요에서 현대적인 옷을 입은 여성

스와힐리 문화(Swahili culture)는 스와힐리 해안에 사는 스와힐리인들의 문화이다. 이 연안대 지역은 탄자니아, 케냐, 모잠비크와 인접한 잔지바르 및 코모로 섬과 말라위의 일부 지역 및 콩고 민주 공화국 동부를 포함한다. 스와힐리인들은 반투어군에 속하는 스와힐리어를 모국어로 사용한다. 그레이엄 코너는 스와힐리 문화를 최소한 부분적으로 도시적, 상업적, 문학적이라고 묘사했다.
스와힐리 문화는 아프리카 대호수 지역 해안 지대의 역사의 산물이다. 스와힐리어와 마찬가지로 스와힐리 문화는 외래의 영향을 받은 반투어군의 핵심을 가지고 있다.

## 역사와 정체성
스와힐리 해안을 따라 있는 중세 유적지들은 기원후 9세기로 거슬러 올라가는 다양한 지역 전통을 가진 문화적 전통을 나타낸다. 이것이 현대 스와힐리 문화로 발전했다. 현재, 9세기부터 17세기에 걸쳐 스와힐리 해안과 인근 섬들을 따라 번성했던 173개의 확인된 정착지가 있으며, 여기에는 킬와 키시와니, 말린디, 게디, 파테 섬, 코모로, 잔지바르의 유적지가 포함된다. 이 해안 지역의 최근 발굴은 동아프리카의 이슬람 확산과 스와힐리 문화 발전을 조사하는 데 사용되었다. 그러나 스와힐리의 정체성(및 스와힐리 해안을 따라 문화의 발전과 관련된 사람들의 정체성)은 과거와 현재 모두에서 종종 논란의 대상이 되어왔다. 스와힐리인들이 모스크와 무덤의 건축 자재로 돌을 사용했던 역사적인 산호 사용은 14세기 해안을 따라 가장 중요하다고 여겨지는 건물의 건축에 산호석을 사용하기 시작한 것과 관련이 있다. 반면에, 유적지가 아랍 또는 페르시아 식민지 개척자들에 의해 세워졌다는 주장도 있다.
스와힐리 문화는 아랍 상인들의 정착으로 인해 생겨났고 유적지는 아랍 도시라고 불리며 많은 스와힐리인들이 스스로 아랍 또는 페르시아인의 후손으로 자칭한다는 주장이 제기되었다. 2000년에 발표된 의견들은 중세 스와힐리 해안 지역이 12세기에 이슬람 영향력 증가를 초래한 무역을 통해 스와힐리 문화를 탄생시킨 작은 농업 및 어업 공동체의 형성과 함께 현지에서 발전했다고 제안한다. 이슬람 세계와의 접촉 증가가 지역 아프리카 및 아랍 전통의 통합으로 이어져 토착 스와힐리 문화를 만들었을 것이다. 아랍 상인들이 현지 여성과 결혼하여 독특한 아랍-아프리카 스와힐리 문화를 만들었다는 설명과 함께 이 두 해석의 혼합이 존재한다. 문화는 케냐와 탄자니아에서 등장하여 결국 모잠비크로 퍼진 것으로 보인다.
2023년 스와힐리 유전자 검사 연구 결과가 발표되었다. 1250년에서 1800년 사이에 케냐와 탄자니아의 중세 스와힐리 정착지에 묻힌 수십 명의 개인의 DNA를 수집하여 분석했다. 연구 결과, 고대인들의 "게놈은 스와힐리 문화의 다양한 기원을 가리키며, 사람들은 지역 아프리카, 중동, 남아시아 조상의 혼합을 가지고 있다"고 결론지었으며, 종종 스와힐리 문화의 기원에 대해 무시되었던 구전 역사의 정확성을 지지했다. 연구 공동 책임자인 인류학적 고고학자 샤푸루카 쿠심바는 연구 대상자들이 "1000년경부터 혼합하기 시작한 사람들의 후손이며, 거의 모든 동아프리카 조상은 여성에게서 온 것으로 보이는 반면, 대부분의 아시아 조상은 페르시아에서 온 남성들이 기여했다"고 말했으며, 유전자 검사 결과는 스와힐리 민족의 구전 전통을 지지하여 스와힐리 문명이 "본질적으로 아랍 문명"이라는 식민지 시대의 생각을 반박한다고 밝혔다.
초기 스와힐리 도시 국가들은 이슬람교를 따랐으며, 서로 코스모폴리탄적이고 정치적으로 독립적이었다. 이 문화들의 주요 수출품은 노예, 소금, 흑단, 금, 상아, 단향이었다. 이 도시 국가들은 16세기경부터 주로 포르투갈인의 도래의 결과로 쇠퇴하기 시작했다. 결국 스와힐리 무역 중심지는 문을 닫았고 인도양에서 아프리카와 아시아 간의 상업은 붕괴되었다.
역사적인 스와힐리 문화는 도시적이었고 엄격한 계급 구조에 의해 지배되었다.
스와힐리 문화의 측면은 많은 영향으로 인해 다양하다. 예를 들어, 스와힐리 요리는 인도 및 아랍 문화의 영향을 받았다. 종교적 이유로 특정 요리에 변경이 있다. 스와힐리인들의 일상생활에서 흔한 음식 품목에는 생선, 열대 과일, 이국적인 향신료가 있다.

## 예술 및 공예

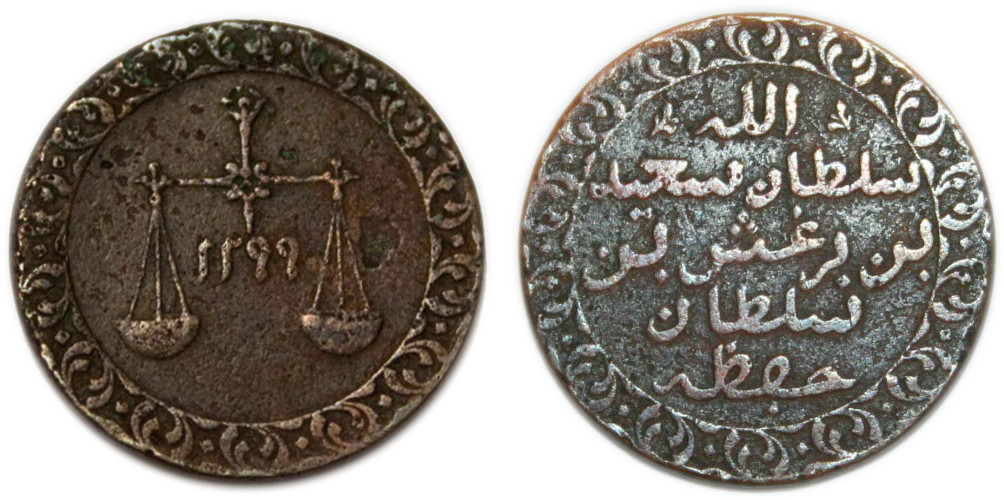
잔지바르의 1299 AH (1882 AD) 1 페사 동전의 스와힐리어 아랍 문자

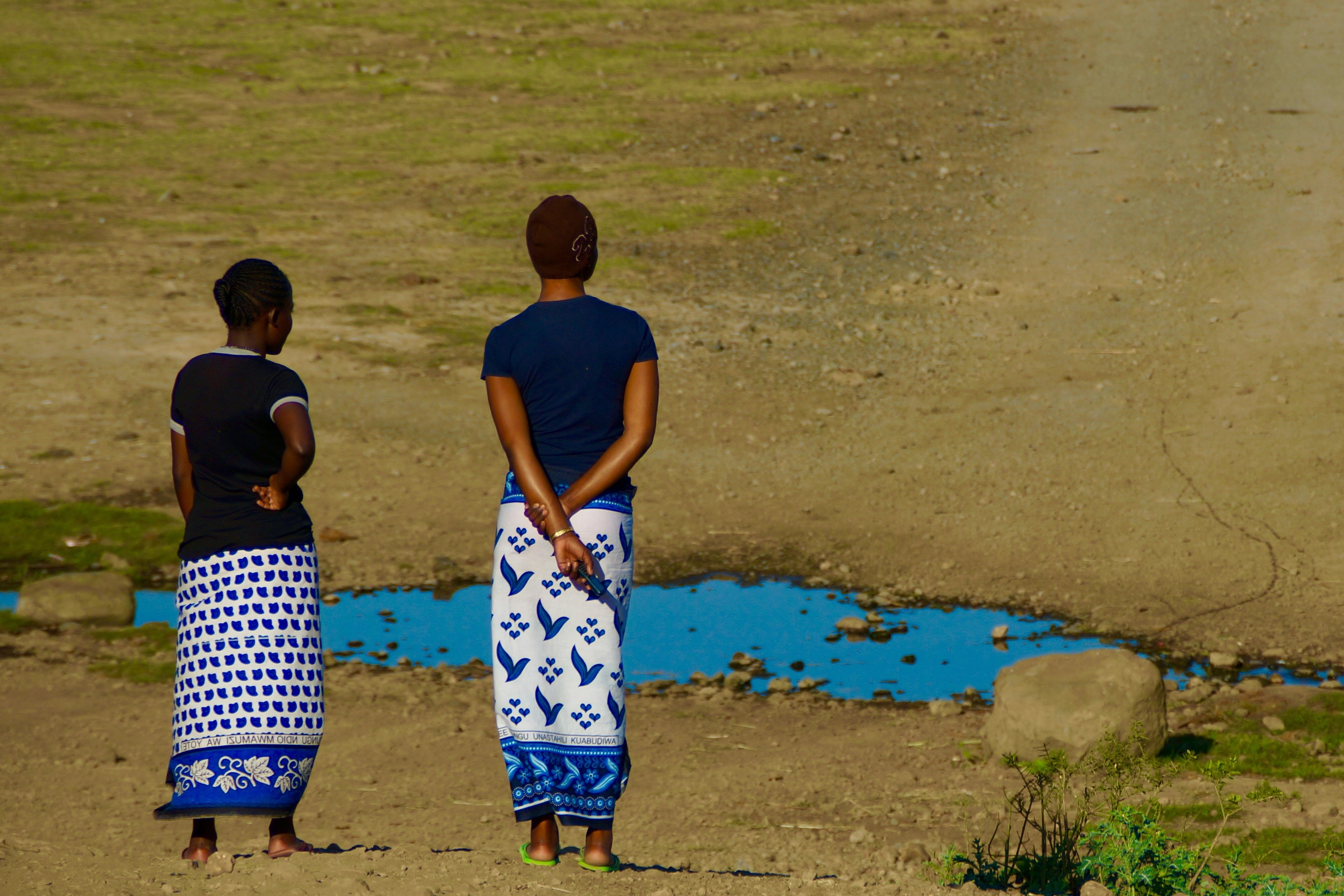
모시, 탄자니아에서 스와힐리 속담과 기하학적 디자인이 있는 칸가를 입은 여성

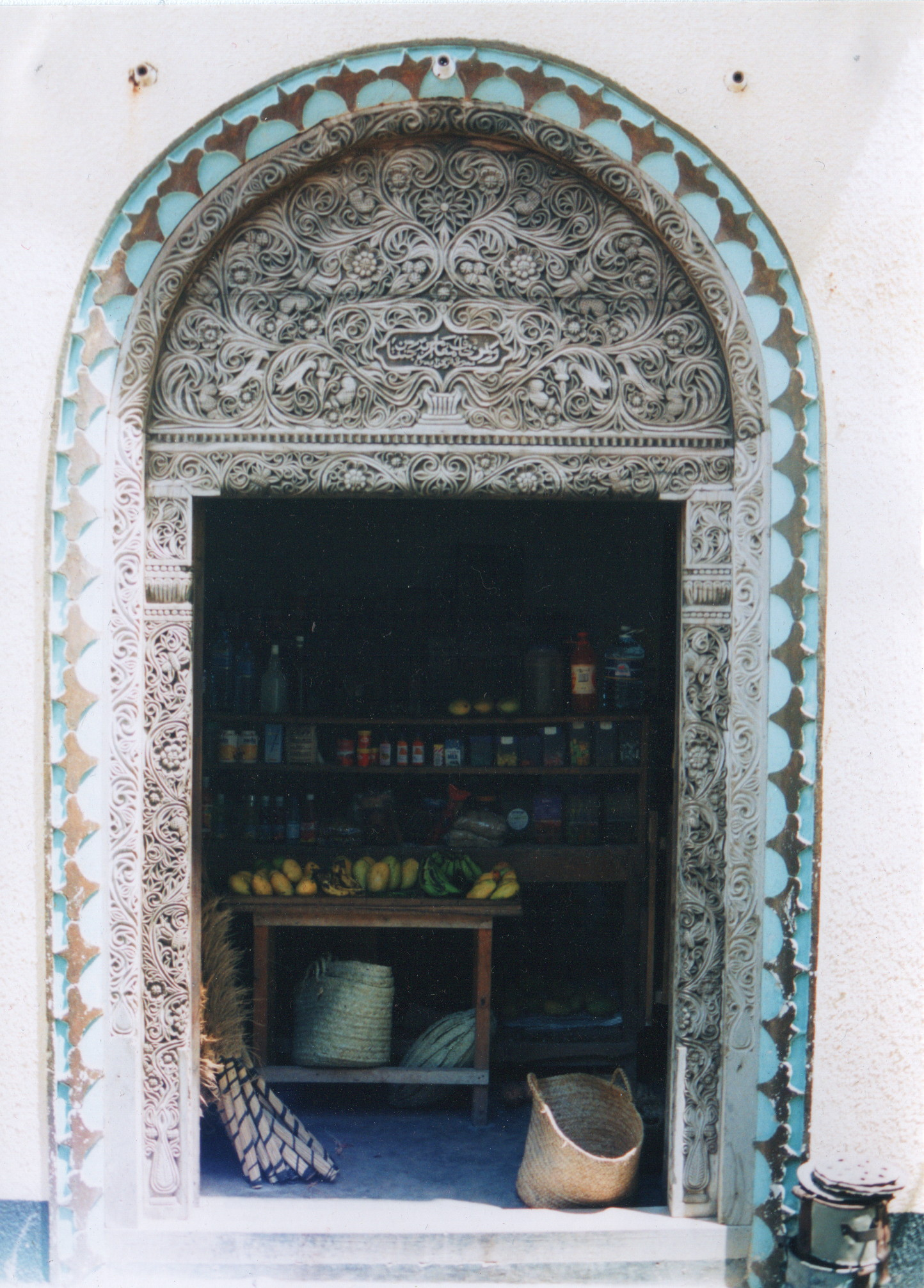
케냐의 라무에 있는 나무 조각 문에 새겨진 스와힐리어 아랍 문자

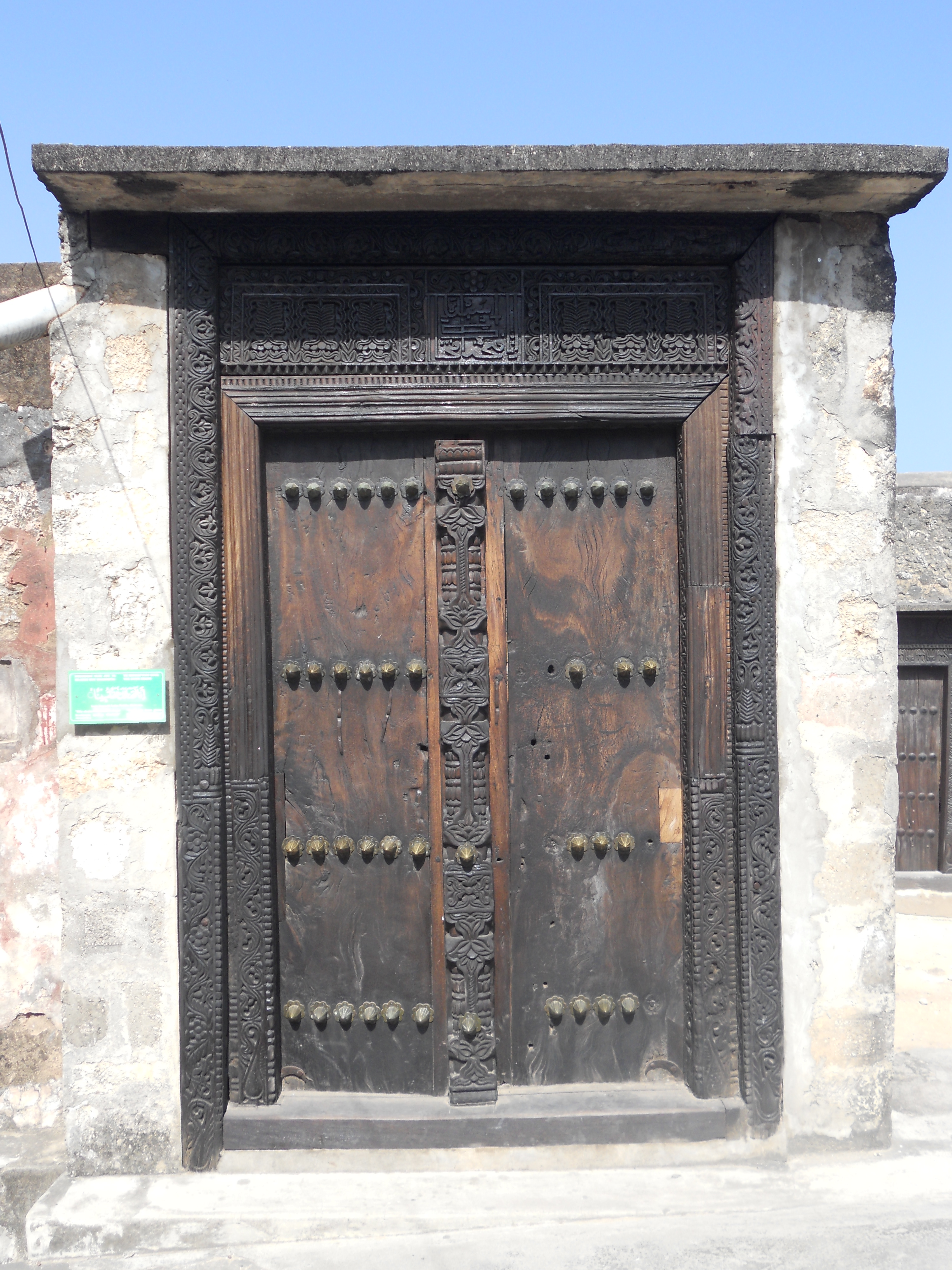
케냐의 몸바사에 있는 포트 지저스의 나무 문에 새겨진 스와힐리어 아랍 문자

스와힐리인들의 또 다른 문화적 측면은 예술 및 공예 사용이며, 그들은 이것이 중요하다고 생각한다. 예술을 만들 때 그들은 창의성을 통해뿐만 아니라 모양과 기능을 통해서도 자신을 표현한다. 스와힐리 예술, 가구 및 건축은 다문화적 영향을 반영한다. 그들은 보통 이슬람 유산으로 인해 살아있는 존재의 이미지가 있는 디자인 사용을 삼간다. 대신, 스와힐리 디자인은 주로 기하학적이다.
칸가와 같은 예술 및 공예의 중요한 옷들이 있다. 칸가는 단순히 직사각형의 천 조각이 아니라 스와힐리 문화의 유물이다. 옷은 극도로 주의를 기울여 만들어지며 계절과 관련이 있어야 한다. 예를 들어, 천이 계절과 맞지 않으면 칸가가 될 수 없으며 대신 아기 기저귀나 부엌 앞치마로 사용될 수 있다. 칸가가 상당히 저렴하더라도 여전히 스와힐리 문화의 주요 부분이다. 칸가는 탄자니아에서 만들어지며 주로 남성보다는 여성에게 매력적이지만, 남성도 사용하는 것이 제한되지 않는다. 이 직물은 아기를 안고 다니는 슬링으로, 착용자의 머리에 멜론을 들고 다니는 데 사용되며, 부엌 앞치마로도 사용될 수 있다.

## 음악
스와힐리 문화의 가장 전형적인 음악 장르는 스와힐리어로 불리는 타아랍이다. 멜로디와 오케스트라는 아랍 및 인도 영향을 받지만, 아코디언이나 기타와 같은 서양 악기가 때때로 사용된다.
20세기에는 스와힐리 세계에서 여러 음악 장르가 등장했으며, 이는 서양 대중음악의 파생물이다. 한 가지 주요 예는 탄자니아의 콩고 스쿠스 (룸바)에 해당하는 무지키 와 단시이다. 세기 말에는 대부분의 스와힐리 음악이 아프로팝의 성향을 띠었는데, 여기에는 미국 힙합의 여러 지역 파생물 (예: 봉고 플라바)이 포함된다.

## 같이 보기
- 잔지바르 요리
- 리온고